# Genneville
Genneville är en kommun i departementet Calvados i regionen Normandie i norra Frankrike. Kommunen ligger i kantonen Honfleur som ligger i arrondissementet Lisieux. År 2022 hade Genneville 819 invånare.

## Befolkningsutveckling
Antalet invånare i kommunen Genneville
Referens: INSEE